# Ойленберг
Ойленберг (нім. Eulenberg) — громада в Німеччині, розташована в землі Рейнланд-Пфальц. Входить до складу району Альтенкірхен. Складова частина об'єднання громад Фламмерсфельд.
Площа — 1,16 км2. Населення становить 48 ос. (станом на 31 грудня 2020).